# Directors and Editors Guild of Aotearoa New Zealand
Die Directors and Editors Guild of Aotearoa New Zealand (DEGANZ) ist eine Gewerkschaft für Regisseure, Redakteure und Redaktionsassistenten in Neuseeland.

## Geschichte
Die Gewerkschaft wurde 1995 in Wellington als Directors and Editors Guild of NZ gegründet, als sich 18 Regisseure zusammenfanden, um über die Arbeitsbedingungen von Regisseuren zu diskutieren und die Notwendigkeit einer Organisation zur Vertretung ihrer Interessen zu befinden. Bis zu diesem Zeitpunkt waren die Regisseure in der Screen Production and Development Association (SPADA) organisiert, in der auch die Produzenten von Filmen vertreten waren.
Im April 1997 gründete man dann offiziell die Interessenvertretung The Screen Directors Guild of New Zealand, ließ sie mit Wirkung vom 23. April des Jahres offiziell registrieren und nahm zwölf Jahre später auch Redakteure in ihre Vereinigung auf. Mit Wirkung vom 13. Dezember 2013 benannte sich die Vereinigung in Directors and Editors Guild of New Zealand um und fügte 2021 mit „Aotearoa“ die maorische Bezeichnung für Neuseeland noch in ihren Namen ein.
2018 stimmten die Mitglieder auf ihrer Jahreshauptversammlung dafür, die Organisation zu einer Gewerkschaft umzuformen, was 2019 unter Beibehaltung des Namens dann per Satzungsänderung geschah.